# Kamazepam

Strukturformel för kamazepam.

Kamazepam är ett ångestdämpande och lugnande preparat som tillhör gruppen bensodiazepiner. Preparatet är används inte som läkemedel i Sverige.
Substansen är narkotikaklassad och ingår i förteckning P IV i 1971 års psykotropkonvention, samt i förteckning IV i Sverige.